# イェセニア・ゴメス
イェセニア・グアダループ・ゴメス・バスケス（Yesenia Guadalupe Gómez Vasquez、1996年1月21日 - ）は、メキシコのプロボクサー。キンタナ・ロー州カンクン出身。元WBC女子世界ライトフライ級王者。

## 来歴
2011年6月2日、コスメルにてプロボクサーデビューも判定負け。
2012年2月10日、プロ初勝利。
2013年3月16日、Arely Valenteを破り、WBC女子世界フライ級ユース王座獲得。
2013年8月17日、Arely Valenteとのリマッチで敗れWBC女子世界フライ級ユース王座陥落。
2018年5月19日、プラヤ・デル・カルメンにてエスメラルダ・モレノが持つWBC女子世界ライトフライ級王座に挑戦するが、1-0（95–95×2、97–93）判定で引き分けとなり王座奪取ならず。
2018年9月22日、モレノとのダイレクトリマッチを2-0（97–93、96–94、95–95）の判定で勝利しWBC女子世界ライトフライ級王座獲得。
2019年2月16日、塙英理加の挑戦を2-0の判定で退け初防衛成功。
2019年6月29日、Ana Victoria Poloの挑戦を3-0判定で退け2度目の防衛成功。
2019年10月26日、Debora Rengifoの挑戦を3-0判定で退け3度目の防衛成功。
2020年10月31日、Mirna Sanchezの挑戦を3-0判定で退け4度目の防衛成功。

## 獲得タイトル
- WBC女子世界フライ級ユース王座
- WBC女子世界ライトフライ級王座（防衛4）